# Крецулеску, Николае
Никола́е Крецуле́ску (рум. Nicolae Crețulescu; 1 декабря 1812, Бухарест, княжество Валахия — 26 июля 1900, Леордени Королевство Румыния (ныне жудеца Арджеш румыния,) — румынский государственный, политический и общественный деятель, премьер-министр Объединённого княжества Молдавии и Валахии (с 1862 по 1863 год и с 1865 по 1866 год), министр внутренних дел, министр юстиции, министр финансов, министр общественных работ, врач, дипломат, переводчик, член Румынской академии. Президент Сената Королевства Румыния (13 декабря 1889 — 9 июня 1890 года).
Доктор медицины.

## Биография
Родился в Бухаресте в древней боярской семье, среди предков которой был Константин Брынковяну, господарь Валахии (1688—1714). Получил прекрасное домашнее образование под руководством учителей из Греции и Франции.
В Париже в 1834 году получил степень бакалавра, затем изучал медицину в университете Нанта. В 1839 году защитил докторскую диссертацию по медицине и хирургии, став, таким образом, первым доктором наук румынской национальности в Мунтении. Заметной работой в качестве переводчика стал его перевод работы Жана Крювелье по анатомии.
Вернувшись на родину, работал врачом в одной из больниц Бухареста, открыл небольшую хирургическую школу, с 1847 года — врач в Больнице святого Пантелеймона столицы. Положительно воспринял революцию 1848 года. Участвовал в разработке Конституции Валахии. Кроме того, ему было поручено заключить с Венгрией соглашение о предотвращении опасности царского вторжения России, которое могло бы привести к подавлению революции.
После неудачи революционного движения, Кретулеску был сослан за границу. Работал врачом военного госпиталя в Стамбуле. В 1849 году вернулся на родину и возобновил врачебную практику в бухарестской больнице.
С 1854 года — директор Департамента внутренних дел, позже занимал важные должности в юридических структурах, был членом Апелляционного и Высшего суда страны, был министром внутренних дел (24 июня 1862 г. — 11 октября 1863 г.). Министр общественных работ (11 марта 1862-8 июня 1862).
В 1857 году он основал Научное медицинское общество и обосновал первые рекомендации по гигиене и санитарии, а также инициировал первую перепись населения в Румынии. Обеспокоенный уровнем развития медицины в Валахии, поддерживал создание Национальной школы медицины и фармации в Бухаресте.
Н. Крецулеску является одним из видных румынских политиков, во время правления Александра Иоанна I Куза он занимал высокие должности в государственной администрации, в том числе, дважды был премьер-министром Объединённого княжества Молдавии и Валахии (24 июня 1862 — 11 октября 1863 и 14 июня 1865 — 11 февраля 1866).
Министр юстиции (30 декабря 1862-14 июня 1863, 24 июня 1862−11 октября 1863, 14 июня 1865-11 февраля 1866 гг.).
Министр юстиции и по делам религий (19 июля 1864 — 21 января 1865).
Министр финансов (14 июня 1865-30 января 1866).
Министр внутренних дел, сельского хозяйства и общественных работ (с 30 января 1866 по 11 февраля 1866 г.).
Министр культов и общественных поручений (11 июля 1879-22 января 1880).
С 1873 года Н. Крецулеску занимался дипломатической деятельностью, был дипломатическим агентом в Берлине. Позже — полномочный министр и посол, действующий в крупных европейских столицах, таких как, Рим, Париж и Санкт-Петербург.
Во время войны за независимость Румынии (1877—1878) организовал за счёт собственных средств госпиталь в помещении своего особняка, который передал в распоряжение армии.
Заместитель Президента Сената Королевства Румыния (1870). С 13 декабря 1889 по 9 июня 1890 года — Президент Сената Королевства Румыния.
За вклад в развитие румынской науки 9 сентября 1871 года он был избран членом Румынской академии, неоднократно становился президентом её научной секции. Дважды избирался Президентом Румынской академии (1872—1873 и 1895—1898).